# Václav Nosek (politik KDU-ČSL)
Václav Nosek (* 28. srpna 1951) je český politik, úředník a technik, v letech 2000 až 2004 zastupitel Libereckého kraje, v letech 1991 až 2010 starosta města Jablonec nad Jizerou na Semilsku, člen KDU-ČSL.

## Život
Od roku 2010, kdy skončil po téměř 20 letech ve funkci starosty města, se živil jako technik a později začal působit jako referent Městského úřadu Jablonec nad Jizerou.
Václav Nosek žije ve městě Jablonec nad Jizerou na Semilsku.

## Politické působení
Je členem KDU-ČSL a předsedou strany v Libereckém kraji.
V komunálních volbách v roce 1990 byl zvolen zastupitelem města Jablonec nad Jizerou. Mandát pak obhájil jako člen KDU-ČSL ve volbách v letech 1994, 1998, 2002, 2006, 2010 a 2014. Ve všech případech byl lídrem kandidátky. V letech 1991 až 2010 navíc zastával funkci starosty města.
V krajských volbách v roce 2000 byl zvolen jako člen KDU-ČSL na kandidátce Čtyřkoalice (tj. KDU-ČSL, US, DEU a ODA) do Zastupitelstva Libereckého kraje. Ve volbách v roce 2004 však mandát na samostatné kandidátce KDU-ČSL neobhájil. Nepodařilo se mu to ani ve volbách v roce 2008 (na kandidátce "Koalice pro Liberecký kraj", tj. KDU-ČSL a SNK ED), ani ve volbách v roce 2012 (na kandidátce "Koalice KDU-ČSL a SsČR") a stejně tak ve volbách v roce 2016 (na kandidátce subjektu "Budoucnost pro Liberecký kraj", tj. KDU-ČSL a NBPLK).
Za KDU-ČSL také několikrát neúspěšně kandidoval ve volbách do Poslanecké sněmovny PČR: v letech 1996 a 1998 ještě ve Východočeském kraji, v roce 2002 již v Libereckém kraji za "Koalici KDU-ČSL, US-DEU" a později na samostatných lidoveckých kandidátkách v letech 2006, 2010 a 2013. Ve volbách do Poslanecké sněmovny PČR v roce 2017 byl lídrem KDU-ČSL v Libereckém kraji, ale neuspěl.